# 鸟足毛茛
鸟足毛茛（学名：Ranunculus brotherusii）为毛茛科毛茛属下的一个种。

## 扩展阅读
維基物種上的相關：鸟足毛茛